# ابی الکرادیس
ابی الکرادیس علی بن عیسی طلحی نظامی دیلمی یا گیلی بود. ابی الکرادیس خواهرزاده مرداویج زیاری بود و همراه با او ابتدا در لشکر اسفار بن شیرویه حضور داشت و پس از آن که مرداویج علیه اسفار شورید، به فرماندهی سپاهیان مرداویج رسید. در حملهٔ مرداویج به شهر همدان برای فتح جبال، او ابتدا فرماندهی نیروهایی که وارد شهر شدند را بر عهده داشت ولی در نبرد با سپاهیان خلافت عباسی به فرماندهی ابوعبدالله بن خلف، در سال ۳۱۹ هجری شکست خورد و خودش در جنگ کشته شد. پس از مرگ او، مادرش برای او گریه و زاری بسیاری کرد که موجب خشم مرداویج شد و مرداویج به انتقام این قتل شهر را تاراج کرده و مردم را قتل‌عام کرد و تا سه روز هر کسی در شهر می‌دیدند را می‌کشتند.